# 浅野真澄のスパラジ!
『浅野真澄のスパラジ！』（あさのますみのすぱらじ）は、声優の浅野真澄とミュージシャンの鷲崎健がパーソナリティを務めるラジオ番組（アニラジ）である。

## 概要
本番組は、BSQR489（文化放送のBSラジオ局）、BBQR（文化放送のブロードバンド配信インターネットラジオ局）等において、2003年6月13日から隔週金曜日の23:00 - 25:00の2時間枠で放送されていた。
その人気の高さは同局の他のアニラジを圧倒しており、BBQRでは聴取者のアクセス集中により配信用サーバーがしばしばダウンした程である。当初は6回で終了することが予定されていたという暫定的な番組であったが、存続の要望が相次ぎ延長や復活が重ねられ、最終的には同局のアニラジ看板番組『超機動放送アニゲマスター』の後継番組である『A&G 超RADIO SHOW〜アニスパ!〜』へと発展した。
『スパラジ』の名称は浅野によるものであり、その趣旨は視聴者を癒す温泉のようなラジオ番組を目指すというものである（「スパ」とは温泉を意味する英語の"spa"のこと）。
なお、本番組は放送時期によって名称が以下のとおり変化している。
- 浅野真澄のスパラジ！（全8回、2003年6月13日 - 2003年9月19日）
- 浅野真澄のスパラジ！AM（全2回、2003年10月18日・2003年10月25日）
  - BSQR489ではなく地上波で放送された。BBQRでの配信は同じ。野球延長により、10月18日分は地上波では放送中止となり、BBQRでのみの配信となった。
- 浅野真澄・鷲崎健のスパラジ！（全6回、2004年1月9日 - 2004年3月19日）

BSQR489が2006年3月31日をもって閉局したため、閉局特別番組が『浅野真澄・鷲崎健のアニ〜スパらじ!』と題して2006年3月25日に23:00から1時間放送された。BBQRでは放送されなかった。

## 主要コーナー
雑談・メールコーナー（ふつおたコーナー）
パーソナリティが雑談をしつつ聴取者からのメールを読むコーナーで冒頭に置かれている。全体的に浅野の天然ボケ気味暴言放言に対して鷲崎がツッコムという展開で進行する。なお、この時間帯はアクセス集中によりBBQRでは満足な聴取が困難である場合が多く、このコーナー中に配信サーバがダウンすることもしばしばであった。
魅惑のますみルーム
ゲスト出演コーナー。浅野がゲストにまつわる金の話（収入等）を聞くという展開をはさむことがお約束となっている。なお、ここでゲストとして登場した角川書店関係者と鷲崎の悪乗りによって乳輪声優という浅野の新しい愛称が定着した。
クイズ！タイム・メール
聴取者参加型コーナー。鷲崎が出題し浅野が解答するクイズについて、聴取者が浅野の答を予想して投稿する。浅野が頓珍漢な解答を出すことが前提となっている。なお、当初はタイム・チャットという名称であったが、チャットサーバーがアクセス集中によりダウンし続けたので中止になり、メール投稿形式に変更されたという経緯がある。
当コーナーの正式名称は「クイズ！タイム・チャットにしようと思ったら出来なくて、意外な所で文化放送の底力が見えちゃった、という事でタイトル変更、クイズ！タイム・メール」である。
健ちゃんと歌おう
番組オリジナルソング製作コーナー。鷲崎が作曲を担当し、浅野が作詞を担当していたが、作曲時に鷲崎が暫定的につける歌詞で浅野をこき下ろすのがお約束であった。ちなみに、このコーナーで浅野にそれなりの歌唱力があることが認知されるようになった。また、コーナー内の楽曲を収録したイベント用CDの配布をきっかけとして、ユニット「milk rings」が誕生した。
コーナーで製作された曲
- スパスパのブルース
- スパスパのバラード
- 堀江由衣ちゃんのバラード パート1
- 堀江由衣ちゃんのバラード パート2
- スパラジは鷲崎健だけじゃないよ（2006年3月25日放送の『アニ〜スパラジ！』では「堀江由衣は薔薇より美しい」と呼称）
- たたかえサイバーガジェット

## ノベルティ
メールが番組内で採用された際に送られてくるノベルティは、浅野と鷲崎のサインが書き込まれたハガキ。

## 浅野真澄のoui,スパーラジ!
ラジオ番組としてのスパラジは終了しているが、携帯配信用コンテンツである『浅野真澄のoui,スパーラジ!』（あさのますみのうぃ、すぱーらじ）が毎週日曜日にモバイル文化放送から配信されていた。